# Mukokutane Pyodermie
Die Mukokutane Pyodermie (lat. mucosa ‚Schleimhaut‘, cutis ‚Haut‘; griech.: πύο pyo ‚Eiter‘ und δέρμα, derma ‚Haut‘) ist eine Hautkrankheit bei Hunden mit unbekannter Ursache. Die Erkrankung tritt vor allem beim Deutschen Schäferhund und seinen Kreuzungen auf.

## Klinisches Bild
Die Mukokutane Pyodermie manifestiert sich an den Haut-Schleimhaut-Übergängen, vor allem an den Lippen, im weiteren Verlauf auch an Augenlidern, Vulva, Penisvorhaut und Anus. Zunächst treten Rötung und Ödem auf. Im weiteren Verlauf können Einrisse, Krusten und Depigmentierung auftreten.

## Diagnostik und Behandlung
Lokalisation und Rasse sind schon ein wichtiger Hinweis. Die mikroskopische Untersuchung von Material unter den Krusten zeigt zahlreiche neutrophile Granulozyten mit zahlreichen phagozytierten Kokken. Histopathologisch sind Pusteln mit Neutrophilen und eine lymphoplasmazelluläre Dermatitis auffällig. Abzugrenzen sind neben dem Lefzenekzem auch Arzneimittelexanthem, Zink-reaktive Dermatose, Lupus erythematodes, Bullöses Pemphigoid und Hepatokutanes Syndrom.
Eine kausale Behandlung ist nicht möglich, da die Ursache unbekannt ist. Die häufig anzutreffenden Sekundärinfektionen können mit Antibiotika behandelt werden.